# Kurt Wolf (Mediziner)
Kurt Albrecht Wolf (* 1. Februar 1865 in Dresden; † 13. August 1947 in Baden-Baden) war ein deutscher Hygieniker und Direktor des Hygieneinstituts an der Eberhard Karls Universität Tübingen.

## Leben
Kurt Albrecht Wolf studierte nach dem 1885 am Kreuzgymnasium in Dresden bestandenen Abitur Medizin an den Universitäten in Leipzig und Freiburg im Breisgau.
1890 wurde er an der Albert-Ludwigs-Universität Freiburg zum Dr. med. promoviert. Wolf volontierte am Stadtkrankenhaus Dresden-Friedrichstadt und der Berliner Universitäts-Frauenklinik, war ab 1891 am Pathologischen Institut des Klinikums Friedrichstadt tätig und nahm 1894 eine Tätigkeit an der Zentralstelle für öffentliche Gesundheitspflege in Dresden auf. 1896 wurde er Assistent am Hygiene-Institut der Technischen Hochschule Dresden, wo er sich 1897 mit seiner Schrift Über die Farbstoffbildung der fluoreszierenden Bakterien des Dresdner Elb- und Leitungswassers habilitierte und 1902 zum außerordentlichen Professor für Bakteriologie und Hygiene ernannt wurde.
Am 1. April 1906 wurde er als ordentlicher Professor und Direktor des Hygieneinstituts an die Eberhard Karls Universität Tübingen berufen und 27 Jahre später am 1. Oktober 1933 emeritiert.
Während des Ersten Weltkriegs leistete Kurt Wolf von 1914 bis 1918 Kriegsdienst im Heer und wurde als Generaloberarzt d.R. entlassen.
Kurt Wolf wurde am 9. August 1909 unter der Präsidentschaft von Albert Wangerin in der Fachsektion für wissenschaftliche Medizin unter der Matrikel-Nr. 3298 als Mitglied in die Kaiserliche Leopoldino-Carolinische Deutsche Akademie der Naturforscher aufgenommen.

## Orden und Ehrenzeichen
- Sächsischer Albrechts-Orden, Ritterkreuz 1. Klasse mit Krone und Schwertern
- Württembergischer Friedrichs-Orden, Ritterkreuz 1. Klasse mit Schwertern
- Österreichischer Franz-Joseph-Orden
- Ritterkreuz 1. Klasse am Bande des Militärverdienstkreuzes
- Sächsische Landwehrdienstauszeichnung 1. Klasse

## Schriften
- Über die Farbstoffbildung der fluoreszierenden Bakterien des Dresdner Elb- und Leitungswassers. Habilitations-Schrift, Dresden 1897
- Hygienische Fragen über Heizung. Veröffentlichungen des Deutschen Vereins für Volks-Hygiene. 17, Oldenbourg, München und Berlin 1909 (Digitalisat)
- Öffentliche und persönliche Gesundheitspflege in ihrer Bedeutung für den Einzelnen. Hesse, Leipzig